# Tamanend

Namenszeichen von Tamanend, Häuptling der Delaware Indianer

Tamanend, Tammany oder Tammamend, (* 1628; † 1698) war Häuptling eines Clans von Lenni-Lenape-Indianern im Delaware Valley. Ihre Gebiete reichten im Norden bis zur Hudson Bay und im Süden bis Manhattan. Das Hauptdorf lag nahe der heutigen Stadt Germantown, von wo aus Tamanend regierte. Tamanend ist bekannt als Friedensstifter zwischen den Ureinwohnern und den englischen Siedlern in der Gegend um Pennsylvania, die durch William Penn angeführt wurden.

## Skulptur
Im Auftrag der Stadt Philadelphia wurde im Jahre 1995 eine Skulptur von Tamanend durch den Bildhauer Raymond Sandoval aus Jemez Springs errichtet. Die Skulptur ist eine der ersten Skulpturen eines Indianers in den Vereinigten Staaten auf öffentlichen Plätzen. Sie steht an der Ecke von Markt- und Front-Streets in Philadelphia gegenüber der Penn’s Landing.

## Tamanend-Gesellschaften
Im Jahre 1772 wurde die erste Tammanend (Tammany)-Gesellschaft in Philadelphia gegründet. Ursprünglich nannte sich die Gesellschaft die „Söhne des Königs Tammany“. Bald bildeten sich neue Tammanend-Gesellschaften in Georgia und Rhode Island. Die berühmteste und einflussreichste Vereinigung war die sogenannte Tammany Hall in New York, die jahrelang einflussreiche Politiker der Stadt stellte.

## Literarische Rezeption
In James Fenimore Coopers Roman „Der letzte Mohikaner“ ist der uralte, sehr verehrte Delaware Tamenund eine der Hauptpersonen.